# ブローディア
ブローディアは、かつてブローディアエア属  (Brodiaea)  に属していた植物の総称。園芸植物として人気があり、初夏に紫-白系統の花を咲かせる。
現在ではブローディアエア属は複数の属に再編され、ブローディアと呼ばれる植物の多くは既にこの属にない。しかし市場では分類の再編後も一般にブローディアの名で流通している。「ブローディア」の名は総称であるが、特にトリテレイア・ブリッジェシー  (Triteleia bridgesii)  を指して使われることも多い。

## 特徴
ブローディアは南北アメリカ大陸を原産とし、ユリ科（APG植物分類体系ではテミス科）に属する球根性の多年生植物（宿根草）である。花冠の形状はユリ形花冠であり、花弁の開き方により釣鐘型から漏斗型。6枚の花弁（内花弁3枚＋外花弁3枚）が放射相称に配される。花弁は白から紫色であるが、一部に黄色などの変種・園芸品種を含む。

## 分類
ブローディアと呼ばれる植物群（旧ブローディアエア属）が抱える分類学的な問題は、既に1930年代には指摘されていた。その後ブローディアに関する分類学的・生態学的な研究が数多くなされたが、それはブローディアがアメリカ大陸に広く分布しており、カリフォルニアを初めとする多くの土地の植物相を把握する上で重要な植物であったからである。
今日の「ブローディア」には、現在のブローディアエア属の他、かつてブローディアエア属として分類されていたハナニラ属 (Ipheion) （現在ではトリスタグマ属 (Tristagma) とされることも多い）、ディケロステンマ属 (Dichelostemma) 、トリテレイア属 (Triteleia) などが含まれる。花卉としてのブローディアの大部分を占めるのはトリテレイア属の植物である。しかし系統的にはブローディアエア属とディケロステンマ属が近く、トリテレイア属はやや離れた系統的位置を占める。またブローディアエア属とディケロステンマ属は染色体の本数や幾つかの外見的特長に基づき区分されたものであるが、そのような形態形質に基づく分類と分子系統解析の結果とは必ずしも一致しない。
また前述の通り、これらの属は APG 植物分類体系ではテミス科、ITIS（Integrated Taxonomic Information System）などによる他の体系ではユリ科に属している。このように、呼称と内部分類の整合性のみならず、ブローディアは上位分類にも混乱がみられる。
APGIIIでは、テミス科は認められず、キジカクシ科ブローディア亜科Brodiaeoideaeに編入された。

## 代表的なブローディア
ブローディアと呼ばれる植物について、現在の属別の学名と一般的な呼称を示す。
- 現ブローディアエア属
  - Brodiaea californica  - カリフォルニアヒアシンス（英語: California brodiaea）
  - Brodiaea coronaria - ムラサキハナニラ（英語: Crown brodiaea）
- 現トリテレイア属
  - Triteleia bridgesii - トリテレイア・ブリッジェシー（英語: Bridges' brodiaea）
  - Triteleia hyacinthina - トリテレイア・ヒアシンシナ
  - Triteleia ixioides - トリテレイア・イクシオイデス（英語: Prettyface）
  - Triteleia laxa - トリテレイア・ラクサ（英語: Ithuriel's spear）
  - Triteleia peduncularis - トリテレイア・ペダンクラリス

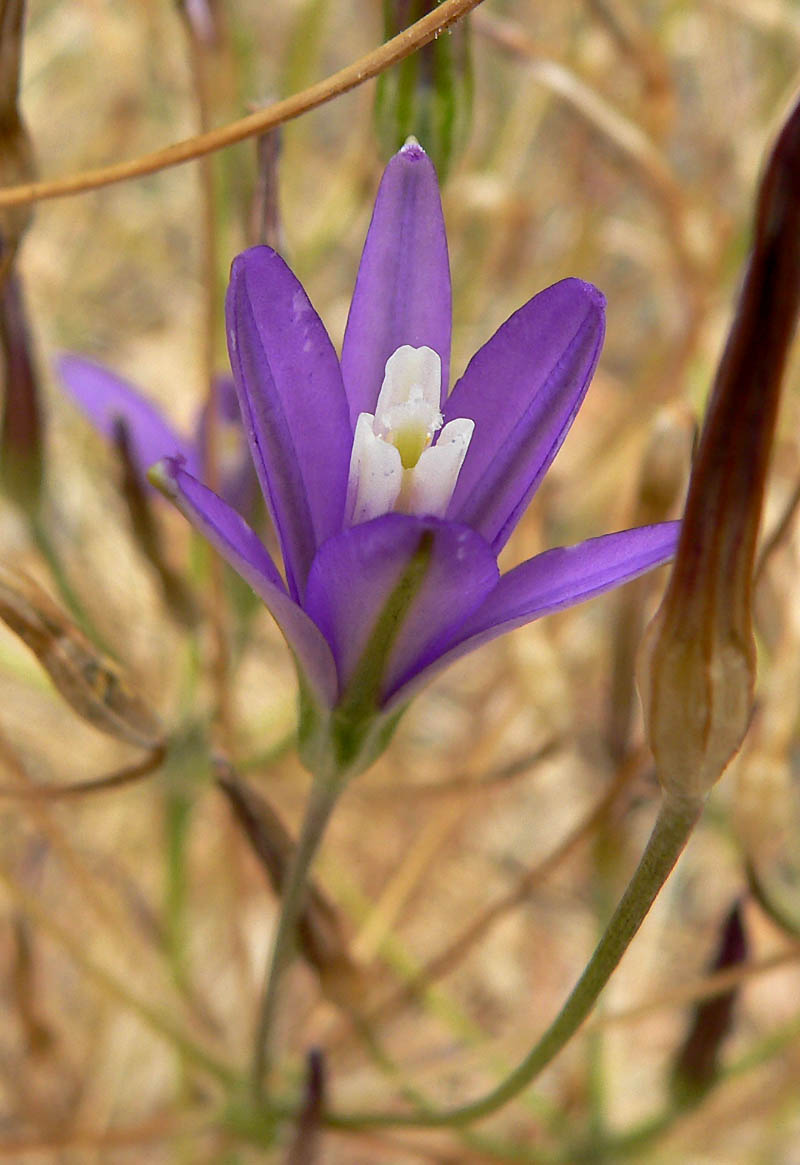
Brodiaea californica ssp. leptandra
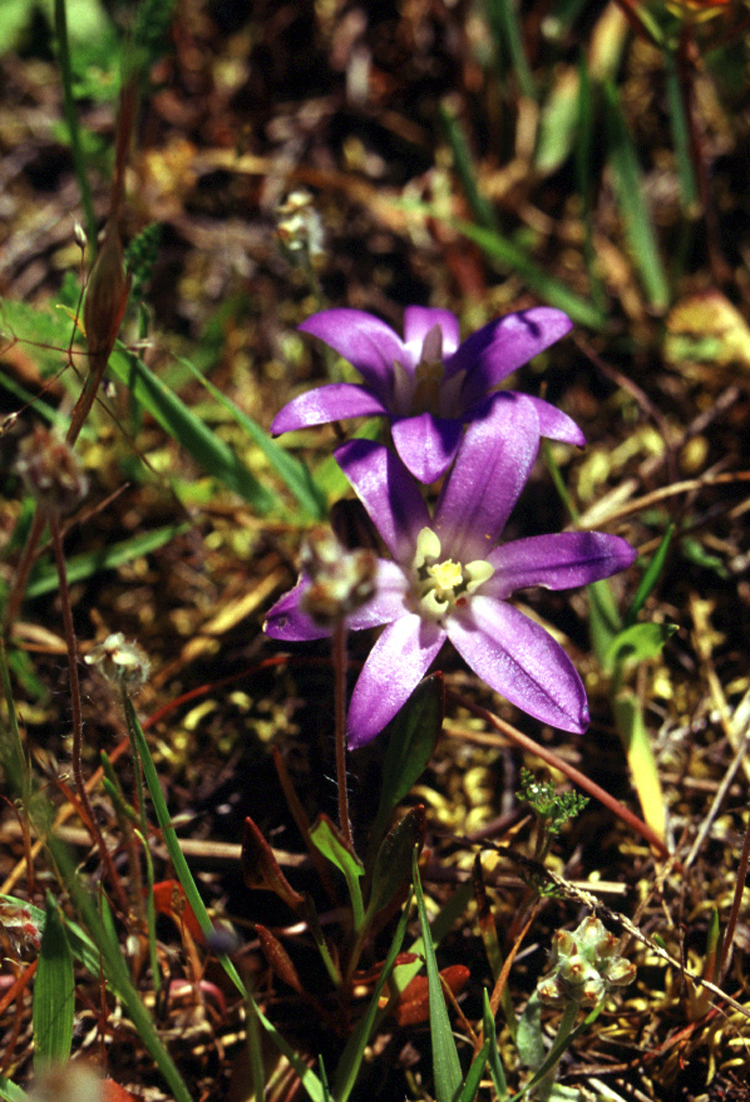
Brodiaea coronaria
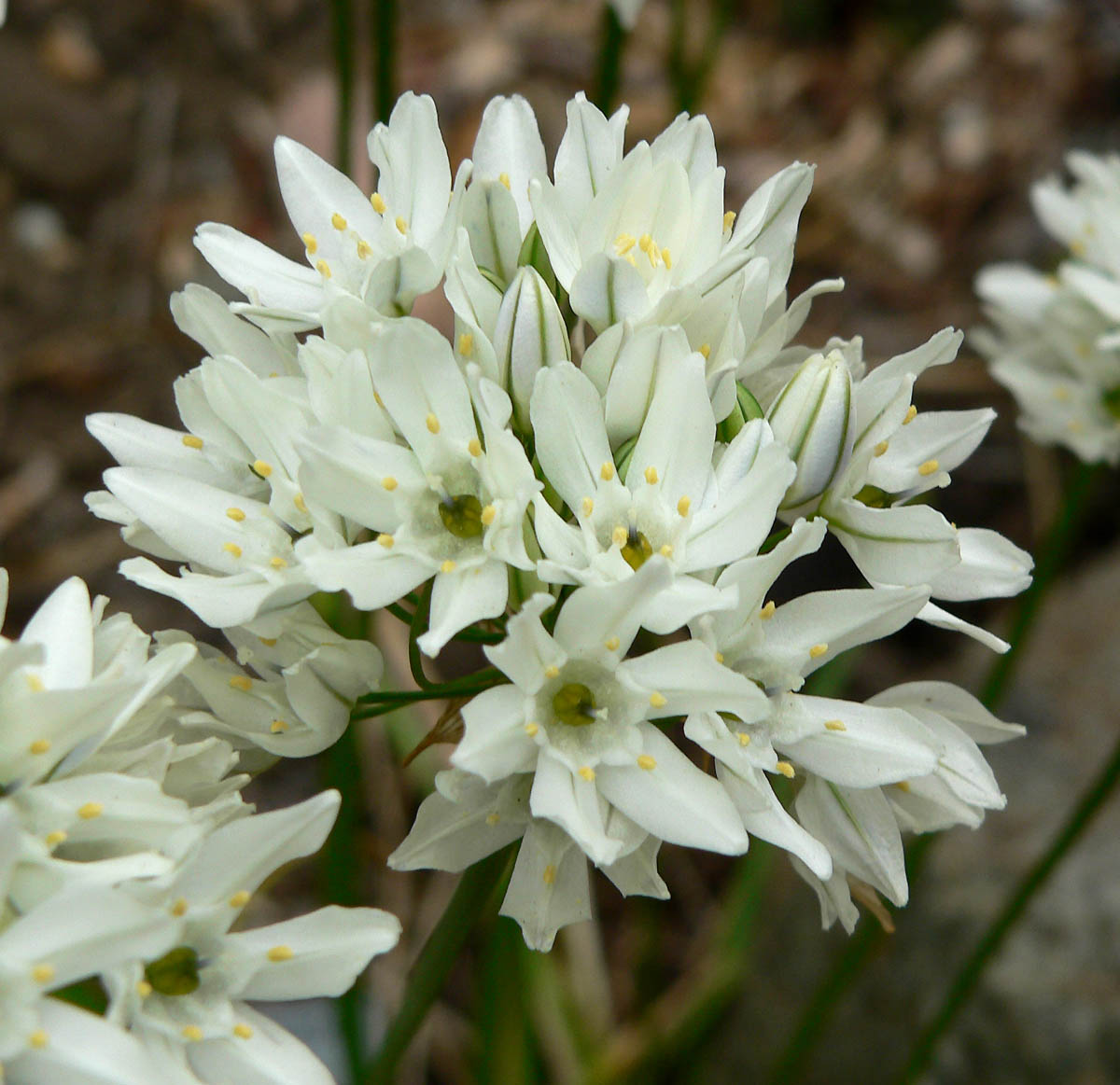
Triteleia hyacinthina
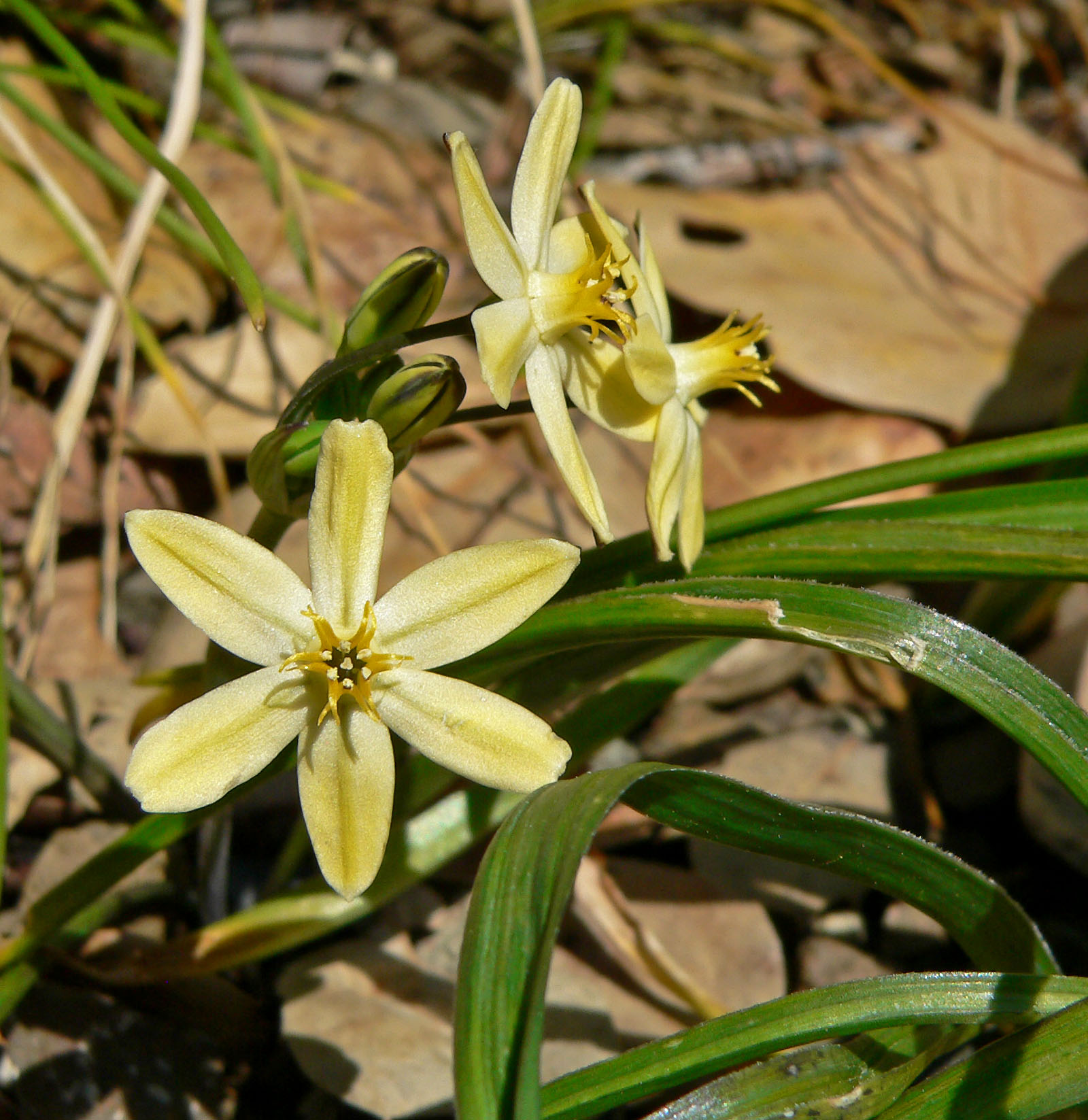
Triteleia ixioides ssp. scabra